# Warwara Adrianowa-Peretc
Warwara Pawłowna Adrianowa-Peretc, ros. Варвара Павловна Адрианова-Перетц (ur. 12 maja 1888 w Nieżynie, zm. 6 czerwca 1972 w Leningradzie) – ukraińska i rosyjska historyk literatury, bibliograf. Od 1926 członek Akademii Nauk Ukrainy, od roku 1943 członek Akademii Nauk ZSRR. Była autorką wielu studiów i rozpraw z historii zabytków piśmiennictwa staroruskiego, m.in.: Żytije Aleksieja czełowieka bożyja... (1917), Słowo o połku Igoriewie. Bibliografija izdanij, pieriewodow i issledowanij (1940), Oczerki poeticzeskogo stila Driewniej Rusi (1947). W kręgu jej zainteresowań było również piśmiennictwo plebejskie, zwłaszcza satyra XVII i XVIII wieku (Russkaja diemokraticzeskaja satira XVIII wieka 1945), oraz folklor i teatr szkolny.